# Batalla de Ocotal
La Batalla de Ocotal ocurrida el 16 de julio de 1927 en la ciudad de Ocotal, Nueva Segovia durante la ocupación militar de Nicaragua por los Estados Unidos fue una acción bélica que enfrentó a unos 300 rebeldes sandinistas dirigidos por el General Augusto C. Sandino contra 42 Marines y 50 guardias nacionales (Guardia Nacional de Nicaragua) atrincherados en los cuarteles de dicha ciudad, quienes eran comandados por Gilbert D. Hatfield, Capitán USMC.

## Antecedentes
El 4 de mayo de 1927 en la villa de Tipitapa, el General José María Moncada en su calidad de delegado del Presidente Provisional Juan Bautista Sacasa, firma junto con Henry L. Stimson, enviado del gobierno estadounidense, el llamado Pacto del Espino Negro para poner fin a la Guerra Constitucionalista de Nicaragua. El primer acuerdo de dicho pacto exigía la entrega simultánea de las armas de las dos partes a la custodia de los estadunidenses. El sexto punto señalaba la continuación temporal en el país de una fuerza de marinos para la garantía del cumplimiento de todo lo anterior.
Todos los generales del Ejército Liberal Constitucionalista aceptaron dicho acuerdo, menos uno, el General Augusto C. Sandino, jefe liberal constitucionalista que operaba en los departamentos de Nueva Segovia y Jinotega.
El Capitán Gilbert D. Hatfield establece comunicación por correo con Sandino y le exige la entrega de las armas o atenerse a las consecuencias de su rebeldía al desconocer el pacto.

## La batalla

### Ataque inicial
Después de un intercambio de notas entre Hatfield y Sandino, durante la noche del 15 de julio los rebeldes se infiltraron silenciosamente en la ciudad tomando posiciones, especialmente en el aeródromo que los Marines tenían sin resguardo porque no se encontraba ningún avión. La orden era, apenas inicie el combate, dinamitar la rudimentaria pista aérea para inutilizarla, como en efecto ocurrió.
Ya en la madrugada del 16 de julio, a partir de la 1:15, se inició el combate que culminó en la llamada Batalla de Ocotal, la primera operación militar que enfrentó a un incipiente ejército conformado por campesinos, mineros y artesanos escasamente armados contra los diestramente preparados Marines dotados con mejor armamento y apoyo aéreo.

### Sitio de los cuarteles
Una fuerza abrumadora de rebeldes liberales leales a Sandino toman el casco urbano de la ciudad reduciendo a la guarnición en los cuarteles, el ubicado al costado norte del parque central era defendido por 39 Infantes de Marina estadounidenses y el otro por 48 Guardias Nacionales nicaragüenses leales al gobierno de Díaz. Estos últimos eran comandados por dos oficiales estadounidenses: el Teniente USMC (Capitán G. N.) Grover C. Darnall y Sargento USMC (Teniente G.N.) Thomas G. Bruce.
El objetivo primordial de los atacantes fue sitiar el cuartel de los Marines y el cuartel de los Guardias Nacionales acantonados en ellos. Estos eran aliados, con estructuras separadas pero operando en forma coordinada (además todavía era notorio la desconfianza de los Marines a los soldados nacionales). A esto se debe que en Ocotal existieran dos cuarteles, uno para Marines y otro para Guardias Nacionales.
Se combatió fuertemente. Las armas automáticas de los Marines y de la Guardia Nacional, hicieron estragos entre las fuerzas de Sandino, que pelearon con mucho coraje, pero sin técnica; con obediencia y arrojo, pero sin disciplina militar ni armamento moderno. Esto se puso de manifiesto, especialmente, cuando el Coronel Rufo Marín, a quien Sandino había encargado la operación de ataque, temerariamente intentó asaltar el cuartel de los Marines. Eran cerca de las 03:00 de la madrugada, Marín iba al frente de sus hombres y cayó muerto abatido por fuego de ametralladora cuando intentó un asalto audaz. Esta ametralladora era accionada por el Sargento USMC (Teniente G.N.) Bruce ayudado por un Guardia Nacional nicaragüense.
A las 6:00 a. m., en pleno combate, el Teniente G.N. Bruce, ordenó al corneta Justo Pastor Castillo, Raso G.N. #124, que hiciera el toque reglamentario para izar el pabellón nacional de Nicaragua. Castillo cumplió la orden bajo una lluvia de balas, hizo el toque e izó la bandera junto con Reynaldo Rodríguez, Raso G.N. #146.

### Breve alto al fuego
A las 8:10 de la mañana se hizo un alto al combate cuando el telegrafista Rigoberto Quintanilla, portando una bandera blanca, se acercó al Cuartel de la Guardia Nacional e hizo entrega de dos mensajes: uno del propio Sandino y otro de su jefe de Estado Mayor, Coronel Porfirio Sánchez.
Ambas notas fueron llevadas al Capitán USMC Gilbert D. Hatfield. Las notas pedían la rendición de los Marines y Guardias Nacionales en un plazo de una hora "o la ciudad sería arrasada por las llamas; y los Marines y Guardias Nacionales caerían bajo una lluvia de balas."
Hatfield respondió inmediatamente que "Con agua o sin agua, los Marines no sabían lo que era rendirse y que abrirán fuego nuevamente, una vez que el parlamento haya doblado la esquina."
En efecto el fuego se hizo más intenso por ambos bandos. La defensa de los cuarteles es sostenida mientras los rebeldes lanzan varios asaltos con resultados infructuosos.

### Bombardeo aéreo
A las 10:15 de la mañana aparecieron sobre Ocotal dos aviones estadounidenses en patrullaje rutinario. Uno de ellos piloteado por el Teniente USMC Hayne D. Boyden apodado "El loco Boy-den" (The Crazy Boy-den), quien intentó aterrizar en la pista dinamitada, pero fue recibido por una lluvia de balas que le obligaron a remontar el vuelo. El otro aeroplano era piloteado por el Sargento de Artillería USMC Michael Wodarczyk apodado "El caballo de guerra polaco" (The Polish warhorse) que se mantuvo volando en círculos sobre el cuartel, leyendo los mensajes escritos en una sábana desplegada en el patio del cuartel de los Marines, informándose de la gravedad de la situación.
Wodarczyc se quedó patrullando sobre los cielos de Ocotal, disparando sus ametralladoras contra las posiciones rebeldes, mientras Boyden voló de regreso a Managua, llevando la información.
La población civil de Ocotal pidió al Jefe Político de la ciudad, Arnoldo Ramírez Abaunza, que intercediera ante el General Sandino para que se retirara, porque era inminente la llegada de refuerzos aéreos y se temía que bombardearan la ciudad y la incendiaran como había ocurrido con la ciudad de Chinandega seis meses antes. Ramírez Abaunza habló con Sandino explicándole que el pánico se había apoderado de la población, pero Sandino se negó a retirar sus tropas y continuó el asedio.
A las 12:15 p. m. Boyden aterrizó su biplano en Managua e hizo un reporte completo al Mayor USMC Ross E. Rowell apodado Rusty, comandante del escuadrón aéreo VO-1M del USMC.
Era la oportunidad que Rowell había estado esperando desde su llegada a Nicaragua. En realidad su presencia en Nicaragua tenía como única razón utilizar y ensayar una nueva arma aérea, y efectivamente iba a ser probada en combate real en la ciudad de Ocotal, contra los soldados de Sandino.
En menos de una hora despegó de Managua el escuadrón de cinco aviones DeHaviland DH-4, con su carga completa de bombas y municiones para las ametralladoras.
El escuadrón de la Fuerza Aérea de la Infantería de Marina llevó como líder de la primera misión aérea, al propio Mayor Rowell.
A las 02:35 de la tarde, por primera vez en la historia de todas las guerras, en cualquier parte del mundo, una cuadrilla de 5 aviones bombarderos atacaron una ciudad desde el aire en un bombardeo masivo y coordinado.
Entran en acción los pilotos estadounidenses que desde cinco (5) aviones artillados ametrallan y bombardean en picada el casco urbano de la ciudad y sus alrededores causando cientos de muertos y heridos entre las fuerzas rebeldes y la población civil misma.

### Hitos en la aviación militar
Cada aparato portaba diez bombas de 17 libras y 1200 balas para cada una de las dos ametralladoras: una fija delantera disparada sincronizadamente a través de la hélice y operada por el piloto; y otra giratoria, trasera, disparada por el artillero de cola. La participación de estos, entonces modernísimos aparatos de guerra, fue muy breve, pero muy eficaz.
Los pilotos lanzaron sus aviones en picada desde los 600 y 300 pies de altura ametrallando las concentraciones y posiciones de los rebeldes, y antes de remontarse, lanzaban una bomba. Y cuando iba tomando nuevamente altura, el artillero de cola con la ametralladora posterior abría fuego contra las posiciones enemigas para evitar que los fusileros disparasen con eficacia al biplano durante la vulnerabilidad de su ascenso.
La novedad de estos aparatos y de estas tácticas de ataque aéreo consistía en que eran los primeros aparatos diseñados y equipados con mecanismos portadores y lanzadores de bombas a la voluntad del piloto que controlaba el lanzamiento desde su cabina.
La otra novedad era el diseño de bombardeo coordinado de un escuadrón de aviones organizado en forma sucesiva, manteniendo el poder de fuego en forma más sostenida que si todos los aviones atacaran al mismo tiempo.
En la Primera Guerra Mundial los aviones biplanos fueron utilizados para observación y después se les equipó para ametrallamiento, finalmente lanzaban bombas con las manos -al estilo de Brooks y Mason en la Batalla de Chinandega- logrando escasa precisión.
En la batalla de Ocotal, mientras un avión ascendía, otro ya venía en picada, ametrallando hasta soltar la bomba y remontarse para dar paso al siguiente.
Estas acciones fueron decisivas para que Sandino, desista del sitio y ordene a sus tropas abandonar la ciudad para internarse en las espesas montañas neosegovianas rumbo a Quilalí.
Los historiadores militares J. Robert Moskin y Neill Macaulay, confirmaron -por separado- que el ataque a la ciudad de Ocotal, Nicaragua:
"es el primer ataque en cuadrilla organizada en formaciones de bombarderos en picada que registra la historia de la guerra, mucho antes que el vulgo atribuyera a la Luftwaffe alemana esa "novedad."
Respecto al hito histórico que la batalla de Ocotal marcó en la historia de la aviación militar, el General de Marina Gordon R. Sullivan escribió:
"Esa tarde, yo estaba muy interesado en las palabras de Henry Carlisle sobre el primer daño colateral (muertes) por bombardeos aéreos durante la batalla de Ocotal, el 16 de julio de 1927.
Poco después de la medianoche, me encontré con un informe detallado sobre esta batalla en el libro "Soldados del mar" escrito en 1962 por Robert Debs Heinl Jr. del Instituto Naval de los Estados Unidos.
Es una historia increíble y marcó el comienzo del apoyo aéreo cercano de primera jamás realizado en la guerra y, por supuesto, sigue siendo el sello distintivo para el equipo de tierra - aire de la Armada hoy en día.
La cronología de la batalla se puede encontrar en las páginas 267-269.
El 21 de julio de 1927, en el "Louisville Courier-Journal" se publicó lo siguiente:
"Otro de los logros de la aviación americana"
Sólo dos meses antes, el 21 de mayo, Charles Lindbergh había alcanzado fama mundial al completar el primer vuelo en solitario a través del Atlántico.
En esta era de innovaciones en la aviación, la batalla de Ocotal (16 de julio de 1927) fue la primera vez en la historia que un ataque aéreo fue dirigido por fuerzas de tierra.
Cinco biplanos DeHaviland de la Armada mataron a más de 300 atacantes nicaragüenses, evocando una ola de protestas y condenas en todo el mundo y especialmente en América Latina.

## Consecuencias
La aviación de la marina estadounidense resulta decisiva en el resultado del combate, en última instancia los rebeldes fueron derrotados con muchas bajas (56 muertos y casi 100 heridos); mientras que, los Marines estadounidenses y sus aliados nicaragüenses, solamente sufrieron siete bajas (1 Marine muerto y 1 herido; 5 Guardias Nacionales heridos).
La primera operación aérea de bombardeo organizado en cuadrillas, duró cerca de 45 minutos y resultó un éxito que le permitió al Mayor Ross E. Rowell ser de los primeros aviadores de la Armada en recibir la Cruz de Vuelo Distinguido y la Medalla por Servicio Distinguido de la Armada; mientras que, al Teniente Hayne D. Boyden le fue otorgada la primera.
La victoria le permitió a Hatfield (MCSN: 0-411) el ser condecorado con la distinción militar "Cruz de la Armada" (Navy Cross) otorgada por el Presidente de los Estados Unidos.
Sandino abandonó la ciudad internándose en las montañas de Quilalí en donde estableció su Cuartel General. Esta derrota fue aleccionadora porque le hizo comprender a Sandino que ante las adiestradas tropas estadounidenses más el apoyo aéreo, no cabía una estrategia de guerra frontal de ataques abiertos a posiciones fortificadas. También aprendería a desarrollar defensas antiaéreas que luego le permitieron a sus hombres derribar algunos aviones.
Después de la batalla de Ocotal, Sandino inició una guerra de guerrillas en las montañas que le permitió terminar en pie y vivir para ver a 5000 marines salir de Nicaragua en enero de 1933, luego de seis años de lucha. Esta cantidad fue la mayor concentración de tropas estadounidenses fuera de su territorio antes de la Segunda Guerra Mundial.
En esta acción militar se produjeron tres bautismos de fuego:
- 1.- Bautismo de fuego para los rebeldes del General Augusto C. Sandino.
- 2.- Bautismo de fuego para la Guardia Nacional de Nicaragua (G.N.).
- 3.- Bautismo de fuego para el primer escuadrón de bombardeo de la Fuerza Aérea del Cuerpo de Marines de los Estados Unidos.

Los reportes de los capitanes USMC Hatfield y Darnall destacaron el arrojo de los insurrectos del General Sandino; y también hacen mención muy encomiable de la conducta y capacidad de combate de la Primera Compañía de la Guardia Nacional de Nicaragua, calificando como acciones heroicas las desempeñadas por los alistados G.N. Castillo, Rodríguez y Fernández.